# Blåmaskad guan
Blåmaskad guan (Chamaepetes goudotii) är en fågel i familjen trädhöns inom ordningen hönsfåglar.

## Utseende
Blåmaskad guan är en stor hönsfågel, men liten för att vara en guan. Den är mestadels brun med kontrasterande roströd buk och bjärt blå hud runt ögat som gett arten dess namn.

## Utbredning och systematik
Blåmaskad guan förekommer i Anderna i Sydamerika, från norra Colombia till norra Bolivia. Den delas in i fem underarter med följande utbredning:
- Chamaepetes goudotii goudotii – Anderna i norra Colombia
- Chamaepetes goudotii sanctaemarthae – Sierra Nevada de Santa Marta (nordöstra Colombia)
- Chamaepetes goudotii fagani – Andernas västsluttning i sydvästra Colombia och Ecuador
- Chamaepetes goudotii tschudii – Andernas östsluttning i södra Colombia, Ecuador och norra Peru
- Chamaepetes goudotii rufiventris – Andernas östsluttning i centrala och södra Peru (lokalt Junín till Puno), norra Bolivia (La Paz)

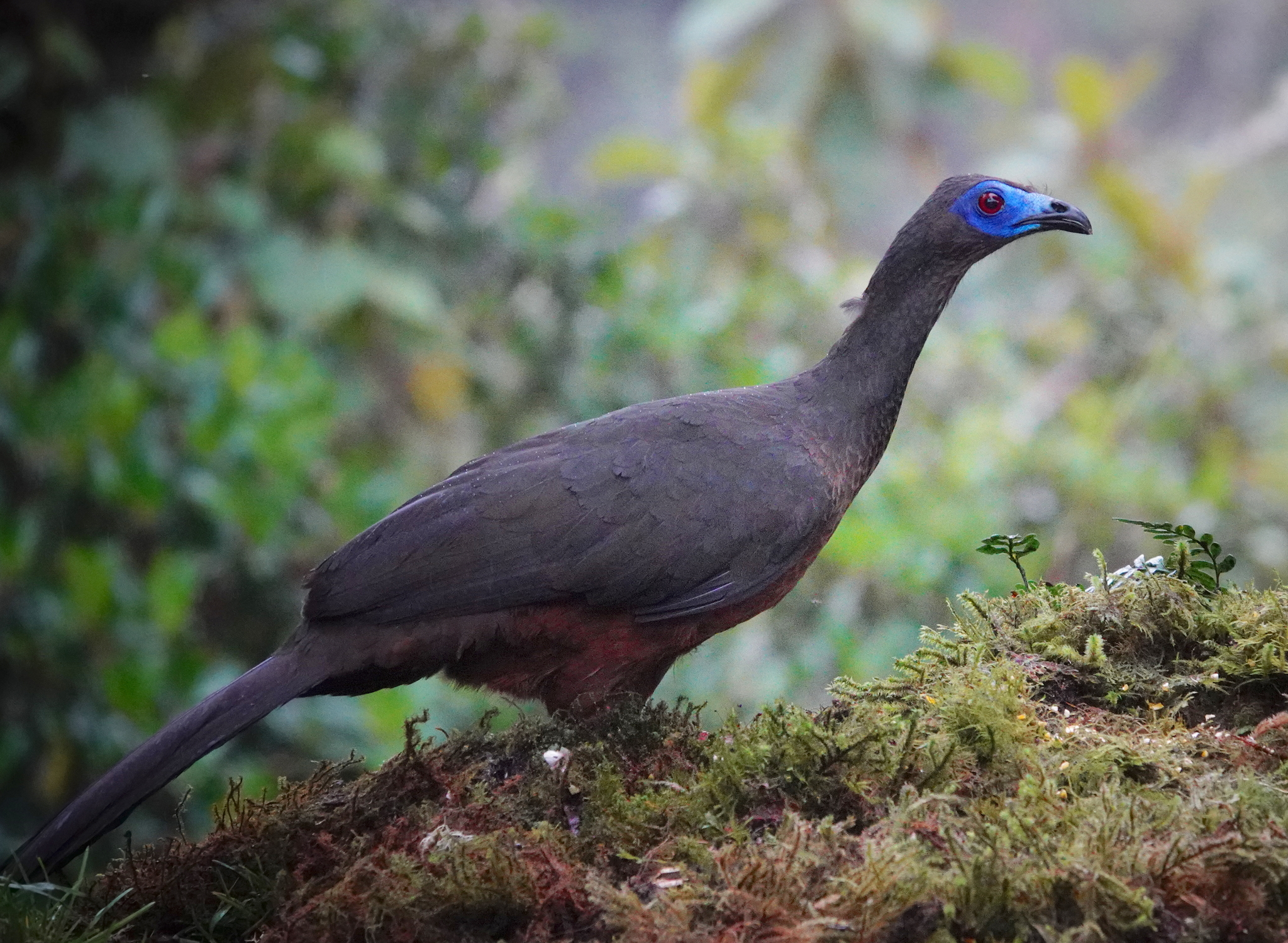

## Levnadssätt
Blåmaskad guan förekommer i subtropiska områden på Andernas sluttning. Där kan den vara svår att få syn på där den sitter i skogens mellersta och övre skikt. Den påträffas ofta i par eller smågrupper.

## Status och hot
Arten har ett stort utbredningsområde och en stor population, men tros minska i antal till följd av habitatförstörelse och jakt, dock inte tillräckligt kraftigt för att den ska betraktas som hotad. IUCN kategoriserar därför arten som livskraftig (LC). Den beskrivs som ovanlig och fläckvist förekommande.

## Namn
Fågelns vetenskapliga artnamn hedrar Justin-Marie Goudot (1802-1848), fransk naturforskare, botaniker och samlare av specimen i Colombia 1822-1843.